# Киселёв, Владимир Борисович
Владимир Борисович Киселёв (4 октября 1936, Челябинск — 14 августа 1999, Москва) — советский хоккеист и тренер. Мастер спорта СССР международного класса, заслуженный тренер РСФСР, награждён медалью «За трудовую доблесть» (1981).

## Карьера игрока
Начал играть в хоккей с мячом в 1948 году в Челябинске в детской команде «Динамо». В начале карьеры выступал за челябинские команды «Авангард» (сезоны-1954/55, 1955/56, 1957/58) и «Буревестник» (1956/57). Весной 1958 года получил три предложения о переходе в ведущие хоккейные команды страны. Сначала Киселёв принял приглашение московского «Динамо», потом перешел и начал тренироваться в «Крыльях Советов», а 30 мая 1958 года по инициативе тренера ЦСК МО Анатолия Тарасова был призван в армию. Как «карьерист в спорте» был дисквалифицирован на два года.
2 декабря 1958 года на заседании Президиума Всесоюзной секции хоккея с шайбой дисквалификация была сокращена, и Киселев получил разрешение выступать за ЦСК МО.
В составе ЦСК МО / ЦСКА провел четыре сезона (1958/59 – 1961/62), после чего перешел в московское «Динамо», за которое выступал в течение пяти сезонов (1962/63 – 1966/67).
Трехкратный чемпион СССР в составе ЦСКА (1959, 1960, 1961). Серебряный призер чемпионатов СССР 1962/63, 1963/64, бронзовый призер чемпионатов 1961/62, 1965/66, 1966/67.
В чемпионатах СССР забросил 201 шайбу («Буревестник» – 30 шайб, «Авангард» – 22 шайбы, ЦСКА – 66 шайб, «Динамо» – 68 шайб, «Дизелист» – 15 шайб).
5 раз (1959 – 1964) включался в список 33 / 34 лучших хоккеистов сезона. 
Обладатель Кубка СССР 1961 года.
Играл за первую и вторую сборные СССР.
Чемпион Всемирных зимних студенческих игр 1956.

## Карьера тренера
Окончил с отличием ГЦОЛИФК (1964). С 1967 года по совету легендарных тренеров СССР Анатолия Тарасова и Аркадия Чернышёва, высоко ценивших понимание В. Б. Киселёвым стратегии и тактики хоккея, приступил к самостоятельной тренерской работе. В 1967 году стал играющим тренером «Дизелиста» (Пенза), в 1968 – старшим тренером, проработав в команде до 1971 года. Воспитанник пензенского хоккея, двукратный чемпион мира Александр Голиков вспоминал: «Естественно, не забудется первая игра за основной состав пензенского «Дизелиста». Владимир Борисович Киселев пригласили меня, семнадцатилетнего мальчишку, играть за команду мастеров. Хоть времени на площадки тогда провел очень мало, но само попадание в 17 лет в основной состав команды было для меня большой перспективой. Мне давали аванс, и я им воспользовался».
После «Дизелиста» три с половиной сезона (1970/71 – 1973/74) тренировал команду первой лиги «Торпедо» (Усть-Каменогорск), с 1974 года — второй тренер «Динамо» (Москва), а в 1981—1983 годах — главный тренер «Динамо» (Москва). В 1985 году возглавлял молодёжную сборную СССР, занявшую на чемпионате мира третье место. Как тренер исповедовал тренерскую школу А. В. Тарасова и А. И. Чернышёва, отличавшуюся жестким подходом к тренировочному процессу, чётким планированием турнирной стратегии и гибкой тактикой ведения игры.

Под руководством тренера В. Б. Киселёва были подготовлены выдающиеся российские хоккеисты — чемпионы мира и Европы, Олимпийских игр, чемпионы СССР, чемпионы Российской Федерации. Некоторые из его воспитанников и соратников стали впоследствии выдающимися тренерами России.
«Не надо сильно, надо точно» – так любил повторять один толковый специалист, который когда-то «Динамо» тренировал, – Владимир Борисович Киселев. И я с ним абсолютно согласен».

Василий Первухин
В. Б. Киселёв носил воинское звание подполковник пограничных войск КГБ СССР, который в то время курировал динамовский хоккей. Взгляды В. Б. Киселёва на развитие российского хоккея были близки взглядам, которые имел большой любитель этой игры — председатель КГБ СССР Ю. В. Андропов, много сделавший для её развития и стремившийся к тому, чтобы «Динамо» сменило ЦСКА на высшей ступени первенства СССР. В сезоне 1982—1983 года Динамо уверенно лидировало, команда была близка к завоеванию желанного титула как никогда. Однако до предела драматическая решающая игра с ЦСКА перечеркнула надежды бело-голубых, отбросив их на третье место. В. Б. Киселёв остался старшим тренером «Динамо», но уже в начале следующего сезона под давлением разочарованного начальства клуба и демарша группы игроков — «звёзд» «Динамо» был вынужден подать в отставку. В конце 1980-х годов работал тренером «Динамо» София (Болгария). С 1988 по 1989 год возглавлял сборную Болгарии. В середине 1990-х годов был приглашён своим другом, выдающимся динамовским спортсменом и тренером В. С. Давыдовым в ДЮСШ «Динамо Москва» на работу тренером подрастающего поколения.
Киселёв скончался после длительной болезни 14 августа 1999 года. Похоронен на 5-м участке кладбища «Ракитки» (Москва).